# 松山中央郵便局
松山中央郵便局（まつやまちゅうおうゆうびんきょく、英語: MATSUYAMA CENTRAL POST OFFICE）は、愛媛県松山市にある郵便局。民営化前の分類では集配普通郵便局だった。

## 概要
住所：〒790-8799 愛媛県松山市三番町三丁目5番地2

### 併設施設
- ゆうちょ銀行松山支店：取扱店番号610010 - 四国地方（愛媛県、徳島県、香川県、高知県）に所在する直営店を受け持つ統括店である。
- なお、かんぽ生命保険松山支店は日本郵政グループ松山ビル内に設置されている。
- 民営化前は当局に「松山中央郵便局共通事務センター」が置かれていた（実際の所在地は旧四国郵政局物流センター庁舎（現・日本郵政グループ松山ビル総合倉庫））。

### 分室
分室はなし。かつて存在した分室は以下の通り。
- 郵政局内分室 (61001A) - 1989年（平成元年）に廃止。代替として松山宮田郵便局が設置された。
- NTT四国ビル内分室 (61001B) - かつては通信局内分室であった。2000年（平成12年）に廃止。
- 電話課分室 - 1946年（昭和21年）に廃止。
- 郵便課分室 - 1946年（昭和21年）に廃止。
- 電信課分室 - 1947年（昭和22年）に廃止。

## 沿革
- 1872年8月4日（明治5年7月1日） - 松山郵便取扱所として開設[1]。
- 1873年（明治6年）4月1日 - 松山郵便役所となる[1]。
- 1875年（明治8年）1月1日 - 松山郵便局（二等）となる。翌日より為替取扱を開始[1]。
- 1879年（明治12年） - 貯金取扱を開始[1]。
- 1885年（明治18年） - 電信取扱を開始[1]。
- 1889年（明治22年）7月16日 - 松山郵便電信局となる[1]。
- 1903年（明治36年）4月1日 - 通信官署官制の施行に伴い松山郵便局となる[1]。
- 1946年（昭和21年）10月9日 - 電話課分室を廃止。同年11月4日に郵便課分室を廃止[2]。
- 1947年（昭和22年）1月11日 - 電信課分室を廃止[2]。
- 1947年（昭和22年）12月11日 - 郵便局で取り扱う電話通話事務を除く電話事務を松山電話局に移管。
- 1949年（昭和24年）7月16日 - 逓信局内分室を郵政局内分室に改称。
- 1951年（昭和26年）1月21日 - 郵政局内分室を松山市一番町から同市宮田町に移転。
- 1952年（昭和27年）4月1日 - 松山市一番町の四国電気通信局内に通信局内分室を設置。
- 1955年（昭和30年）11月 - 局舎新築落成。
- 1957年（昭和32年）8月1日 - 電話通話および和文電報受付事務の取扱を開始。
- 1967年（昭和42年）6月1日 - 松山中央郵便局に改称。
- 1985年（昭和60年）5月1日 - 通信局内分室をNTT四国ビル内分室に改称。
- 1986年（昭和61年）9月 - 局舎新築落成。
- 1989年（平成元年）7月3日 - 郵政局内分室を廃止。同日、代替として松山宮田郵便局を設置。
- 1991年（平成3年）10月1日 - 外国通貨の両替および旅行小切手の売買に関する業務取扱を開始。
- 2000年（平成12年）8月19日 - NTT四国ビル内分室を廃止。
- 2007年（平成19年）10月1日 - 民営化に伴い松山中央郵便局共通事務センターを廃止、併設された郵便事業松山支店、ゆうちょ銀行松山支店に一部業務を移管。
- 2012年（平成24年）10月1日 - 日本郵便株式会社の発足に伴い、郵便事業松山支店を松山中央郵便局に統合。
- 2014年（平成26年）1月27日 - 湯山郵便局から「791-01xx」区域の集配業務および保険の渉外業務を松山中央郵便局に、貯金の渉外業務をゆうちょ銀行松山支店に移管。
- 2019年（令和元年）9月1日 - ゆうゆう窓口の24時間営業を廃止。
- 2021年（令和3年）3月8日 - 松山西郵便局から「799-26xx」区域の一部（「790-26xx」区域に変更）の集配業務を移管[3]。

## 取扱内容

### 松山中央郵便局
- 郵便、印紙、ゆうパック、内容証明
- 生命保険、バイク自賠責保険、自動車保険 - 平日18時まで営業。
- 「790-00xx」「790-08xx」「790-09xx」「790-26xx」「791-01xx」区域（松山市内の一部地域）の集配業務
- ゆうゆう窓口（24時間営業）

### ゆうちょ銀行松山支店
- 貯金、貸付、為替、振替、振込、国際送金、外貨両替、トラベラーズチェック、国債、投資信託、確定拠出年金、変額年金保険 - 平日18時まで営業。
- ATM

## 周辺
- 愛媛県庁舎
- 松山市役所
- 日本銀行松山支店
- 伊予銀行本店
- 松山城
- 松山三越

## アクセス
- 伊予鉄道鉄道線 松山市駅から徒歩約11分
- 伊予鉄道城南線 県庁前電停もしくは大街道電停から徒歩約7分
- 伊予鉄バス 千舟町四丁目停留所、もしくは大街道口停留所下車
- 松山自動車道 松山ICから北へ約4.5km
- 駐車場あり：11台